# Escriurem
"Escriurem" é uma música do cantor catalão Miki Nuñez, lançada como single do álbum Amuza, em dezembro de 2019. A canção foi lançada em uma versão em dueto, com a cantora basca Izaro Andrés, sendo cantada na língua catalã e em basco. 
Há também uma versão em espanhol da música, contida no álbum original, intitulada "Y Escribir".

## Lançamento
A música foi lançada orginalmente no álbum Amuza, cantada somente em catalão. Em dezembro de 2019, o single foi lançado com o dueto bilíngue com Izaro. 
O videoclipe solo (lyric video) estreou em 19 de março de 2020, fazendo parte da divulgação do álbum Amuza.